# L5協会
L5協会 (L5 Society) とは、ジェラード・K・オニールの宇宙移民のアイデアを広めるべく、1975年にキャロリン・メイネルとキース・ヘンソンにより設立された団体である。1986年に米国宇宙協会へと統合された。

## 名称の由来
その名称はオニールが描いた巨大な回転するスペースコロニーを設置する場所として候補にあがっている L4 および L5 のラグランジュ点から来ている。L4/L5 は地球と月から同じ距離で月の軌道上にある重力的に安定した地点である。L5（またはL4）に置かれた物体は、燃料を消費せずにその場に留まり続けることができる。一方、L1/L2/L3 は完全に安定ではなく、その場に留まるには燃料を消費する。

## 歴史

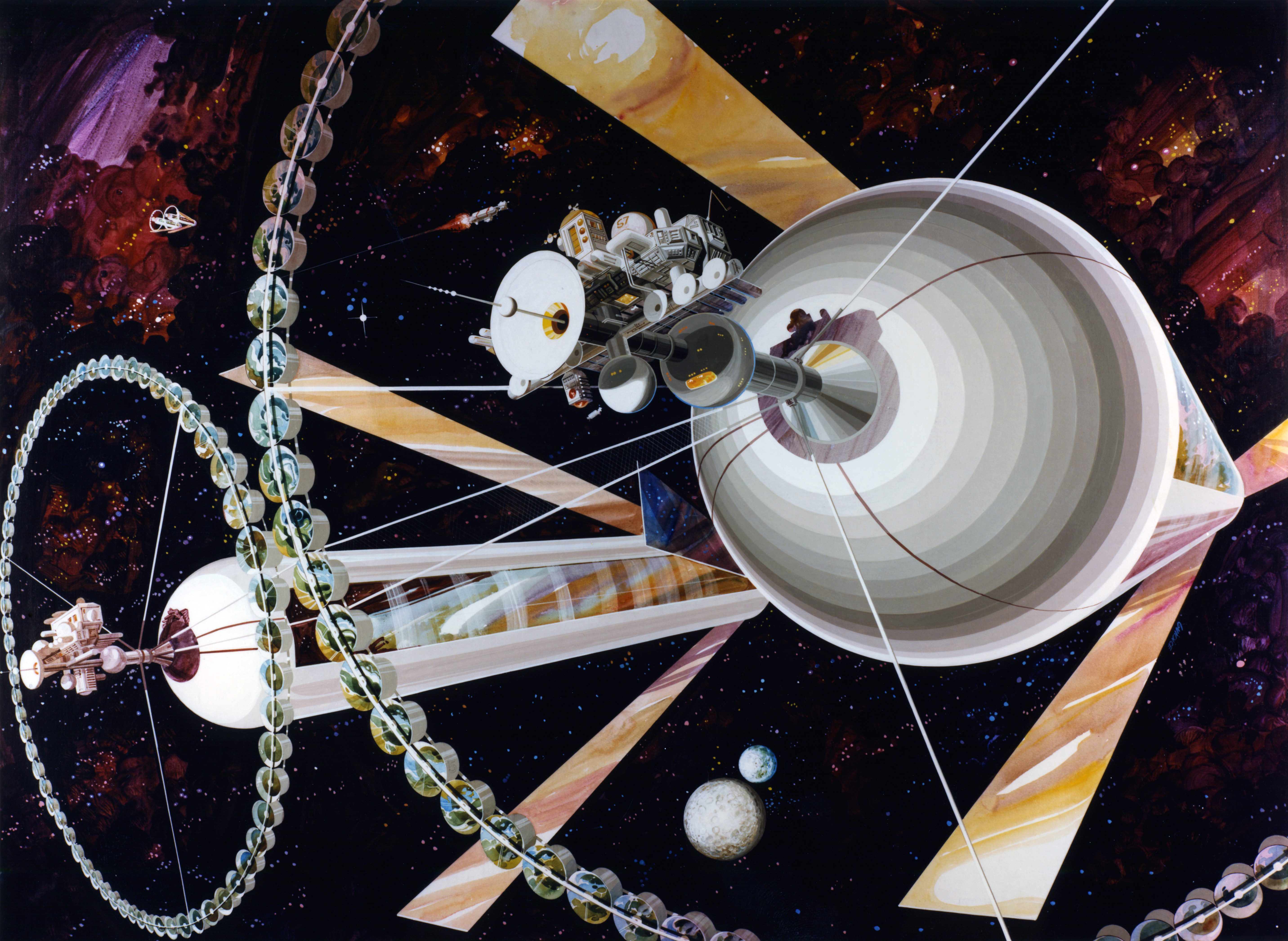
オニールが提案したシリンダー型スペースコロニー

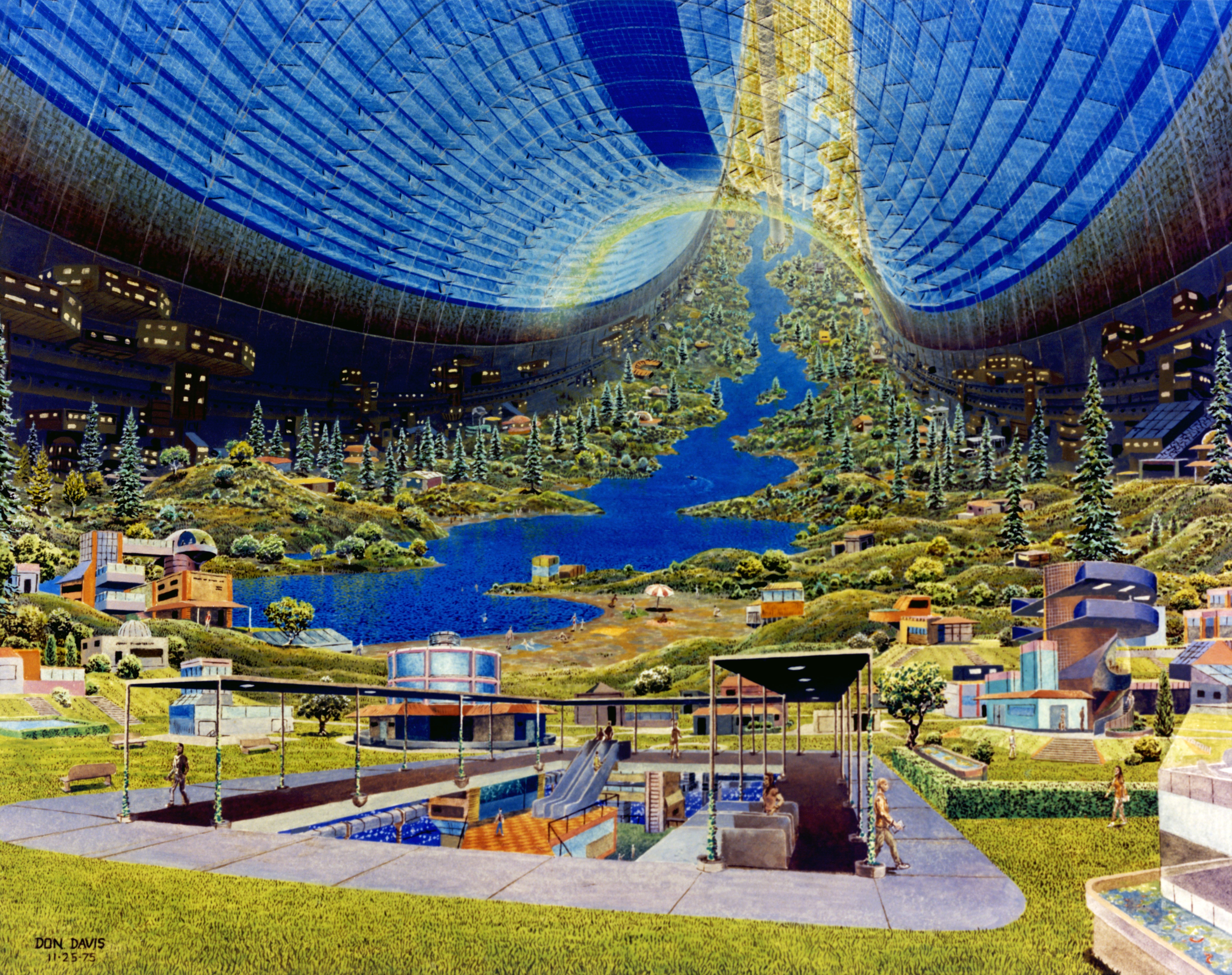
スタンフォード・トーラス型スペースコロニー

### L5協会の設立
1974年9月、オニールは Physics Today誌に最初の論文 The Colonization of Space を発表した。後にL5協会の主導的メンバーとなる人々がこの論文の考え方に影響を受けたのである。その中にアリゾナ州ツーソンに住むキース・ヘンソンとキャロリン・メイネルもいた。彼らはオニールと文通し、オニールが主催した 1975年の Princeton Conference on Space Manufacturing Facilities という会議で論文 "Closed Ecosystems of High Agricultural Yield"（高農業生産性の閉鎖生態系）を発表するよう要請された。
この会議で、オニールはピーター・グレイザーの太陽光発電衛星というアイデアと自身のスペースコロニーのコンセプトを結合した。
ヘンソンらは1975年8月にL5協会を設立し、9月には最初の4ページのニューズレターを上記会議で登録した人々とオニールのメーリングリスト参加者に送付した。その中には後に大統領候補となった Morris Udall からの応援の手紙も入っており、「我々の最終目標は協会の全体集会を L5 で開催することだ」と書いてあった。

### 月協定の否決と米国宇宙協会への統合
L5協会の影響のピークは1980年の合衆国上院での月協定の否決までだった。これは、ワシントンの法律家/ロビイスト Leigh Ratiner の活動によるもので、彼は後にインスローの事件にからんで法律事務所から追い出された。
経済的分析によればスペースコロニーには利点があるとされたものの、政治経済の短期的視野においては、宇宙までの輸送コストが例えばモルモン開拓者のコロニーなどに比較して1万倍にもなるという事実によって支持を失ったのである。
1986年、協会の会員数は1万人に成長していたが、2万5千人の会員を有する米国宇宙研究所と合併した。米国宇宙研究所はアポロ計画などで知られるロケット工学者ヴェルナー・フォン・ブラウンが創設した組織である。合併後は米国宇宙協会と改称している。

## 影響
L5協会は宇宙移民という目標を達成できなかったが、同好の士が集まるシェリングポイントとしての役割を果たし、そこから後にナノテクノロジー、ミーム学、Extropianism、人体冷凍保存、トランスヒューマニズム、人工知能、テザー推進などの分野で活躍する人々を輩出した。例えば、K・エリック・ドレクスラー、ロバート・L・フォワード、ハンス・モラベックなどが有名である。
1990年代後半、かつてL5協会で活躍した人々は、スペースコロニーや本格的な人類の宇宙での活動は技術的特異点以前にはあり得ないだろうという見解でほぼ一致している。彼らの多くはその機会に恵まれないことを残念に思っている。それは単に宇宙での太陽エネルギー利用が緊急の世界的問題への対策となるということだけが理由ではない。

## L5 News
L5 News は L5協会がスペースコロニー開発や関連する事柄についてレポートしたニューズレターであった。L5 News は 1975年9月から 1987年4月まで発行された。National Space Institute との合併後、米国宇宙協会が機関誌 Ad Astra を発行している。